# U.S. Post Office Nyack

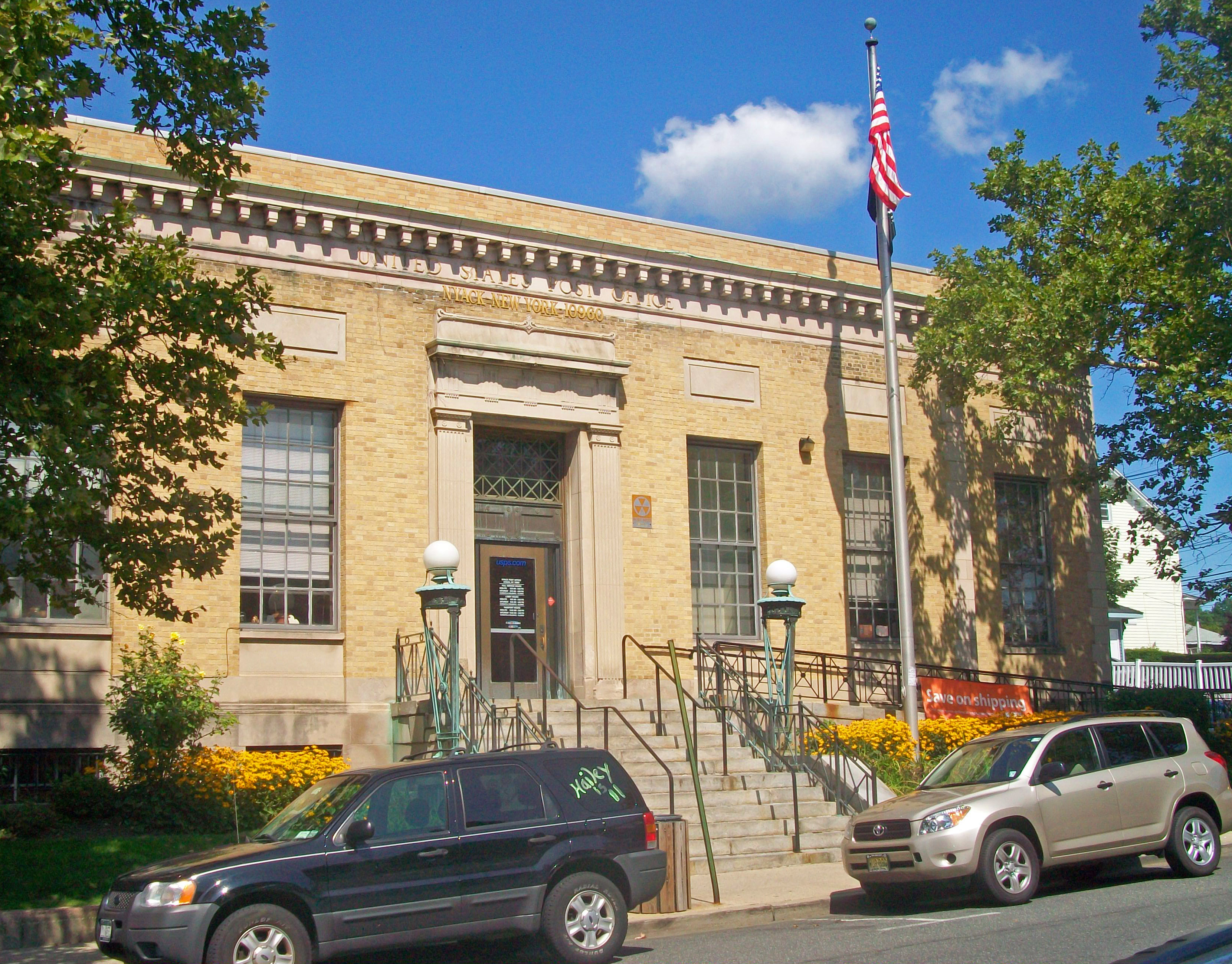
Ostfassade des Postamts (2009)

Das U.S. Post Office Nyack ist die Filiale des United States Postal Service für den ZIP Code 10960, der außer dem Village of Nyack auch die Ortschaften South Nyack und Upper Nyack umfasst. Das Postamt befindet sich am South Broadway im Zentrum des Ortes und wurde 1932 im neoklassizistischen Stil errichtet. Die Verwendung dieses Stils ist für Postämter in den Vereinigten Staaten aus der Zwischenkriegszeit eher selten. Mehrere Wandgemälde in der Schalterhalle bilden Szenen der lokalen Geschichte ab. Das Gebäude wurde 1988 in das National Register of Historic Places eingetragen.

## Bauwerk
Das Postamt befindet sich an der nordwestlichen Ecke der Kreuzung von Broadway und Hudson Avenue. Die Nachbarschaft besteht aus einer Mischung gewerblicher und öffentlicher Bauten sowie von Wohngebäuden. Ihm gegenüber liegt auf der Südseite der Hudson Avenue eine Reihe dreistöckiger Backsteingebäude. Nördlich der Zufahrt befindet sich ein einzelnes Haus.
Das einstöckige Gebäude aus erdfarbenen Backsteinen im flämischen Verband ist auf einen aus dem Erdreich ragenden Sockel aus Kalkstein errichtet. Die nach Osten gerichtete Vorderseite besteht aus einem Pavillon mit fünf Jochen und einjöchigen Seitenflügeln an beiden Enden. Kalkstein wurde auch für die Fensterbänke und die Umfelder der Fenster verwendet, einschließlich der zurückversetzten Flächen oberhalb und unterhalb der Fenster. Die Dachtraufe bildet ein Gesims und eine Brüstung aus dem gleichen Material. Die Inschrift UNITED STATES POST OFFICE NYACK NEW YORK 10960 ist aus glänzenden Metallbuchstaben auf den Fries des Gebäudes gesetzt.
Die drei Joche breiten Seitenflügel haben ähnlich gestaltete Kalksteinelemente, mit Ausnahme der Gesimse und der zurückversetzten Flächen. Der vier Joche spannende rückwärtige Teil endet an der Laderampe.
Ein Paar Treppenstufen mit neoklassizistischen Geländern aus Bronze und niedrigen Steinmauern sowie dreibeinigen Laternenpfosten führen zum zentral angeordneten Haupteingang. Dieser besteht aus einer einfachen Tür aus Metall und Glas mit einem Kämpferfenster aus ähnlichem Material. Diese ist zurückversetzt und befindet sich zwischen zwei dorischen Säulen und passendem Giebeldreieck. Durch ein hölzernes Vestibül und ein kleines Foyer gelangt man in die Schalterhalle mit einem Fußboden aus Terrazzo im Schachbrettmuster und einer 230 cm hohen Wandvertäfelung aus grüngeadertem weißen Marmor.
Mit Ausnahme der Westseite bedecken Wandgemälde von Jacob Getlar Smith die Wände. Sie zeigen Szenen der örtlichen Geschichte: Indianer sehen Henry Hudson zu, als er mit dem Schiff Halve Maen flussaufwärts fährt, niederländische Siedler, die ein Blockhaus bauen und das Zusammentreffen von John André mit Benedict Arnold. Ebenfalls erhalten sind zwei runde Tische für die Postkunden aus Bronze und Glas.

## Geschichte
Das erste Postamt der Nyacks wurde 1835 als Teil eines Ladens an einem Schiffsanleger auf dem Gebiet des heutigen Upper Nyack eingerichtet. Als die Erie Railroad 1870 in diesem Gebiet fertiggestellt wurde, gelangte die Gegend in die Reichweite New York Citys für Pendler, sodass diejenigen, die zuvor über den Sommer kamen, sich hier über dem Hudson River Häuser bauten, in denen sie das ganze Jahr über wohnten.
Der Kongress der Vereinigten Staaten genehmigte 1910 ein ständiges Postamt in dem Village, das jedoch nie gebaut wurde. Es wurde 1926 erneut genehmigt und, nach dem Beginn der Weltwirtschaftskrise, begann 1931 endlich der Bau. Im Jahr darauf wurde es eröffnet.
Es wurde unter der Leitung von James A. Wetmore entworfen, der damals amtierender Chefarchitekt der United States Department of the Treasury war. Wetmore war eigentlich ein Rechtsanwalt und die damalige architektonische Ausrichtung des Departments wurde von Louis A. Simon bestimmt, der 1935 zum Chefarchitekten wurde. Die Wahl zugunsten eines so streng nach dem Stil des Klassizismus gestalteten Bauwerks war zu dem Zeitpunkt ungewöhnlich. Nach dem Ersten Weltkrieg begann das Treasury Department, in dessen Verantwortungsbereich der Bau von Postämtern und etlichen weiteren Regierungsgebäuden fiel, den neueren Stil des Colonial Revival zu bevorzugen, insbesondere in Kleinstädten wie Nyack. Neoklassizistische Stilelemente wurden des Öfteren mit Formen der Moderne gemischt und in größeren Städten verwendet, etwa beim U.S. Post Office Troy.
Die Wandgemälde Smiths wurden 1936 hinzugefügt. Er hatte beabsichtigt, alle Wände mit solchen Bildern zu bedecken und durch eine Reihe kleinerer Gemälde oberhalb der Schalterbuchten zu ergänzen. Falls diese jemals fertiggestellt und installiert wurden, hat man sie seitdem entfernt.
Das Innere des Gebäudes wurde lediglich durch die Hinzufügung eines modernen Heizungssystems und der Postfächer verändert. Außerhalb hat eine neue Tür die ursprüngliche doppelte Bronzetür ersetzt und eine Rampe für Rollstuhlfahrer wurde gebaut, um den Anforderungen an die Barrierefreiheit zu genügen.
US-Senator Chuck Schumer und der Abgeordnete des US-Repräsentantenhauses, Eliot Engel, brachten 2004 eine Gesetzesinitiative auf den Weg, mit dem das Postamt zu Ehren von Waverly Brown, Edward O’Grady II und Peter Paige umbenannt wurde. Die beiden örtlichen Polizeibeamten und der Wächter wurden 1981 von Mitgliedern der Black Liberation Army getötet, als diese in der nahegelegenen Nanuet Mall einen Überfall auf ein Werttransportfahrzeug von Brink’s verübten.